# Подвиг народа: непокорённый Ленинград

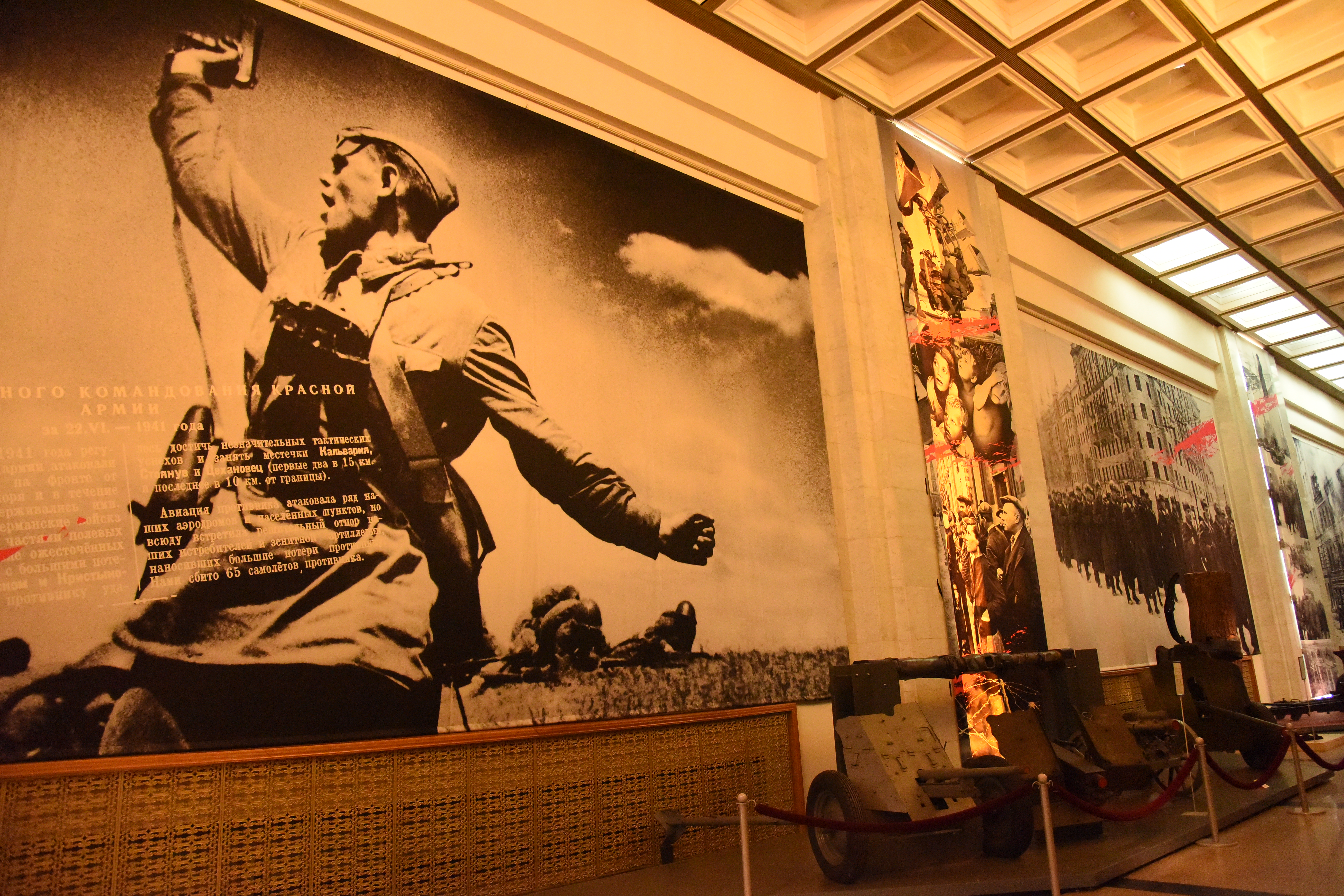
Central Museum of the Great Patriotic War 12

По́двиг наро́да: непокорённый Ленингра́д — иммерсивный проект в Музее Победы на Поклонной горе в Москве. В проекте посредством современных технологий соединены в одно целое экспонаты, театр и кино, рассказывающие о городе во времена Великой Отечественной войны.

## Описание
Экспозиция «Подвиг народа: непокорённый Ленинград» открыта 28 января 2021 года, ключевой проект музея в Год памяти и славы, посвящённый Великой Отечественной войне.
Она размещена на площади более 3000 квадратных метров. В экспозиции собрано более 7 тысяч экспонатов. Эффект присутствия усиливают 22 фильма, воссоздающих ретроспективные реальные исторические события военного времени Второй мировой войны и всё, что связано с блокадой Ленинграда гитлеровскими войсками.
Декорации передают исторически верные картины, современным языком мультимедийных комплексов экспозиция передаёт события в голографической проекции, дух времени сохраняют фильмы-реконструкции и подлинные кадры кинохроники, дополняют историческую реальность достоверные декорации, посвящённые блокадному Ленинграду. Иммерсивный театр создаёт эффект присутствия — это позволяет посетителям музея почувствовать, насколько тяжёлыми были для горожан почти 900 дней блокады города.
Музей на Поклонной горе предоставляет возможность всем, у кого родственники воевали во время Великой Отечественной войны, внести имя своих предков в Книгу памяти.
В рамках проекта музей запускает серию виртуальных экскурсий: принять участие в осмотре экспозиции «Подвиг Народа» может любой желающий на сайте музея. Технологии 360° позволяют пройти по цехам военного завода, побывать в госпитале и увидеть студию Левитана и совершить ещё ряд действий, которые познакомят посетителя с военным периодом. Экскурсия знакомит с деятелями науки и искусства, рассказывает о научных открытиях и советских учёных военного времени.